# Maria Antonia Branconi

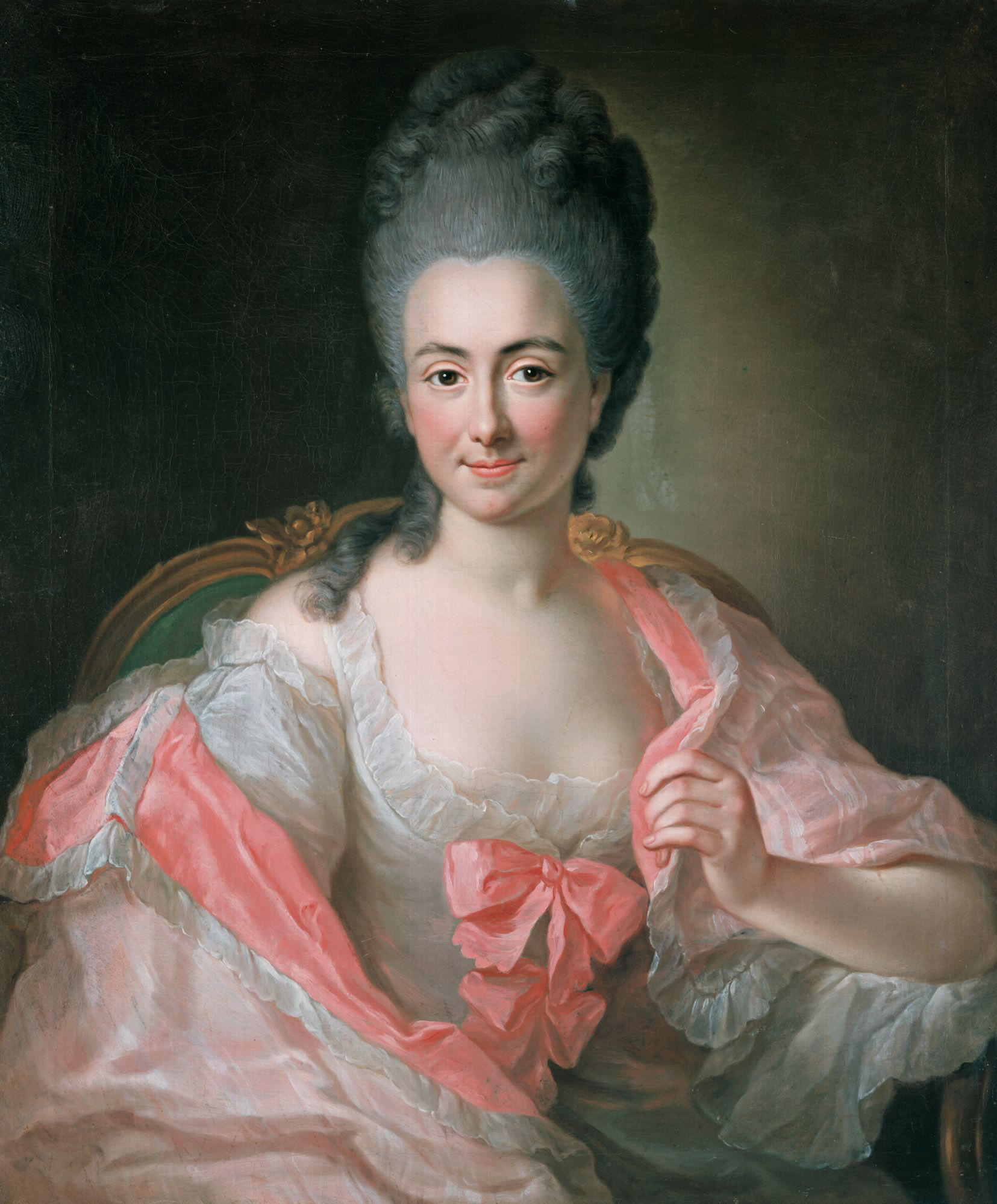
Maria Antonia von Branconi 1770.

Maria Antonia von Branconi, născută Elsener, (n. 27 octombrie 1746 - d. 7 iulie 1793) a fost metresa oficială a lui Carol al II-lea, Duce de Braunschweig-Wolfenbüttel între 1766 și 1777. A fost prietenă cu Johann Wolfgang von Goethe. Branconi a fost cunoscută de contemporani ca cea mai frumoasă femeie din Germania.